# فيليب امبرو
فيليب ألكسندر أمبرو (من مواليد 1 ديسمبر 2003) هو لاعب كرة قدم كرواتي يلعب لنادي Prva NL Dugopolje، على سبيل الإعارة من IFK Göteborg، كلاعب خط وسط .